# Gigliola Cinquetti
Gigliola Cinquetti (Verona, 1947. december 20. –) olasz táncdalénekesnő és színésznő. 1964-ben vált nemzetközi hírű előadóvá, amikor a Non ho l’età című dallal megnyerte előbb a Sanremói Dalfesztivált, majd abban az évben Olaszország képviseletében az Eurovíziós Dalfesztivált is. A romantikus olasz könnyűzene világszerte ünnepelt, egyik legnagyobb sztárja volt egy évtizeden át. Hazájában ma is népszerű, az utóbbi években főleg a televízióban szerepel.

## Karriertörténet

### A kezdetek
Gigliola Cinquetti veronai nemesi családból származik; édesapja, Luigi, műszaki rajzoló volt, édesanyja, Sara, háztartásbeli. 20 hónappal idősebb nővére, Rosabianca beceneve: Robbie. A családi legenda szerint Gigliola csecsemőként nappal nyugodt gyermek volt, éjszakánként viszont kitartóan kiabált. A család rendszeresen egy közeli kicsiny városban, Cerro Veronesében töltötte szabadságát, de időnként a tengerpartra is ellátogattak, ahol Bellaria-Igea Marina és Cesenatico voltak a kedvelt pihenőhelyeik. A kicsi Gigliola ötévesen szerezte első színpadi tapasztalatait: Szűz Máriát játszotta egy gyermekelőadáson. A közönség lelkesen megtapsolta a szereplőket, és ez az élmény meghatározó volt a kislány számára. A szülők hamar felfigyeltek lányaik tehetségére, és egy apácánál taníttatni kezdték őket énekelni és zongorázni. Az éneklés mellett Gigliola a rajzban is ügyes volt, ám a sportokban kifejezetten ügyetlennek bizonyult. Próbálkozott az úszással, a tenisszel és a görkorcsolyázással, de egyikben sem volt sikerélménye. Az édesapa egyik barátja, Gerosa úr közbenjárására Gigliola Ravazzin mesternél folytatta énekóráit. 1959-ben a veronai Ristori színházban lépett újra a közönség elé, egy énekversenyen. Győzött, s így lehetőséget kapott további fellépésekre. A szülők – főleg az édesapa – azonban ragaszkodtak ahhoz, hogy folytassa a tanulmányait.
1963 nyarán Velencében Gigliola részt vett egy tévés válogatáson, hogy bekerüljön a Gran Premio című show-műsorba. Augusztusban volt az utolsó válogatás Milánóban. Cinquetti erről kis híján lemaradt, mert a tévétársaság értesítése nem találta őt otthon: nyaralni volt a szüleivel. Végül is visszalépett a versenyből, mert időközben megnyerte a castrocarói énekfesztivált a Le strade di notte című dallal. A győzelemmel együtt járt az újabb lehetőség is: részvétele a következő, 1964-es Sanremói Dalfesztiválon. A rendezvény specialitásaként mindegyik olasz versenyzőnek volt egy külföldi párja, aki ugyanazt a dalt adta elő. Olyan vendégsztárok léptek fel olasz kollégáikkal, mint Paul Anka, Gene Pitney, Frankie Avalon, Frankie Laine, Peggy March és Ben E. King. Gigliola párja egy kevésbé ismert belga állampolgárságú, apuliai énekesnő, Patricia Carli volt, aki soha nem vonta kétségbe, hogy közös győzelmük valójában Cinquetti érdeme. A nyertes dal címe: Non ho l'età (per amarti). A zenei seregszemlét valószínűleg Bobby Solo nyerte volna, aki viszont torokbetegsége miatt csak a tilalmas playbackkel tudott fellépni a döntőben, s emiatt a zsűri végül kizárta a versenyből (ennek dacára Solo Una lacrima sul viso című dalából később nagy sláger lett).
1964-ben Olaszország Gigliolát nevezte az Eurovíziós Dalfesztiválra, természetesen a sanremói nyertes dallal. A versenyt Koppenhágában tartották. A versenyszámokra vonatkozó megkötések egyike az volt, hogy nem lehetnek 3 percesnél hosszabbak. Cinquetti slágere 19 másodperccel túllépte volna, de szerencsére Franco Monaldi karmester - némi rövidítéssel - ügyesen megoldotta a problémát. Gigliola – bár nagyon izgult – megnyerte a fesztivált: ő volt az első olasz győztes az Eurovíziós Dalfesztiválok történetében. A siker fellépések sorozatát hozta magával: hazájában például Minával és Ornella Vanonival, Franciaországban pedig Jacques Brellel és Maurice Chevalier-vel énekelt együtt. A Non ho l'età óriási slágernek bizonyult, több mint ötmilliót adtak el belőle világszerte, amivel a Volare (Modugno) után a második legsikeresebb olasz könnyűzenei felvétel lett. Természetesen nagylemezt is felvettek az énekesnővel, amire igen gondosan válogatták a dalokat, mert a menedzserek az „ártatlan fiatal lány” imázsát szerették volna megőrizni. Kissé meglepő módon az albumra nem került fel legelső győztes dala, a Le strade di notte, a Sull’acqua viszont – amit szintén ugyanazon a castrocarói fesztiválon énekelt – igen. Az új dalok közül az Il primo bacio che darò / Non è niente, lasciami stare és a Caro come te / Barbablù című kislemezek lettek különösen sikeresek. Az énekesnői emellett tanulmányairól sem feledkezett meg, s bár művészettörténetből megbukott, a pótvizsgán sikeresen átment.

### 1965–1969

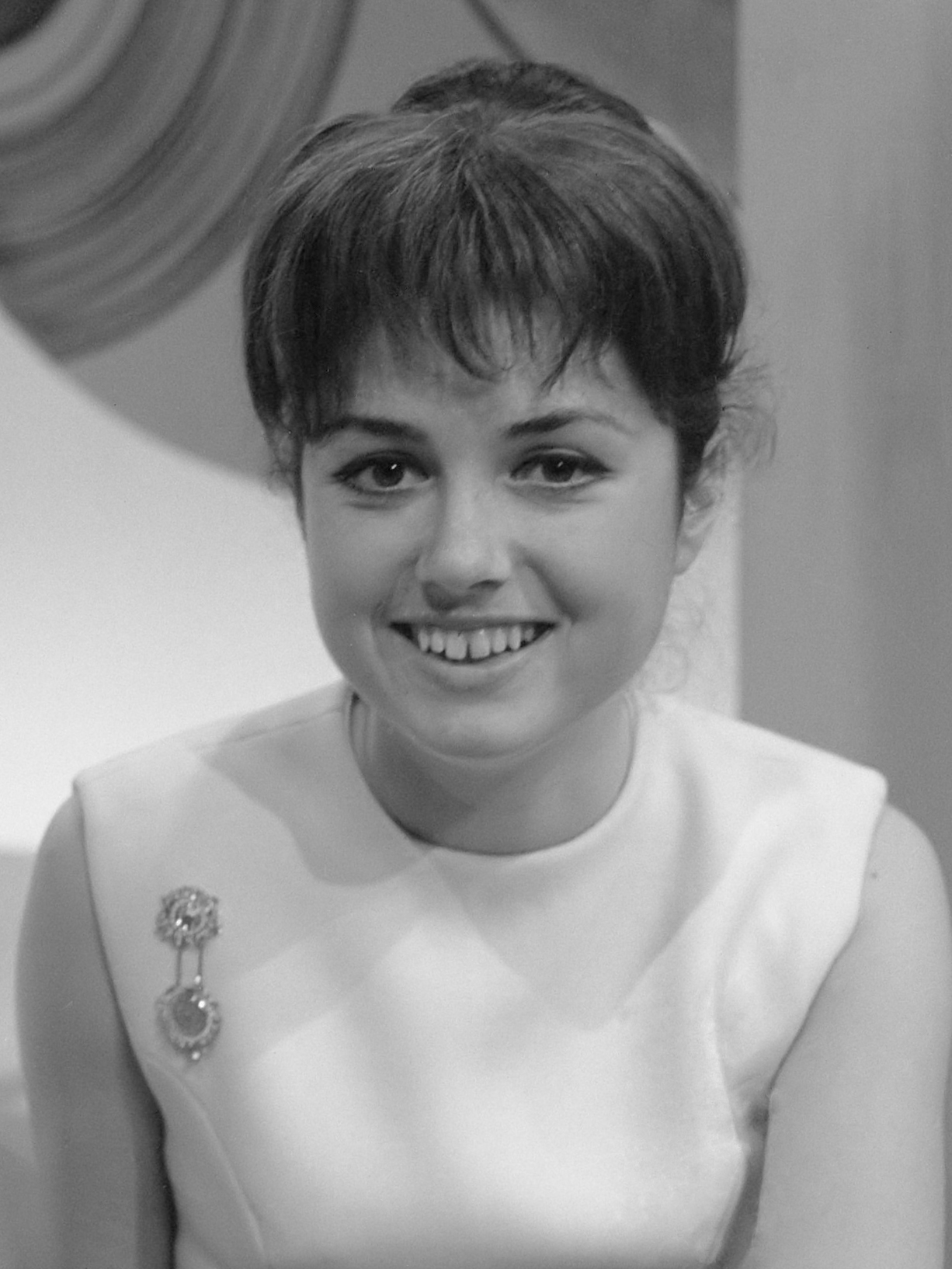
Gigliola Cinquetti 1966-ban

1965-ben Gigliola újra indult a sanremói fesztiválon. Társa ezúttal Connie Francis volt. Versenydaluk címe: Ho bisogno di vederti. Gigliola legnagyobb riválisa ismét Bobby Solo volt, aki a Se piangi, se ridi című dallal ezúttal valóban megnyerte a fesztivált, Cinquettiék másodikok lettek. Mindazonáltal az Ho bisogno di vederti szintén sláger lett, francia, német és spanyol nyelvű változat is készült belőle. A nemzetközi pletykasajtó a szerelemmel kapcsolatos Gigliola-slágerek miatt különösen nagy érdeklődést mutatott a sztár magánélete iránt, vagyis, hogy tényleg túl fiatal-e a szerelemhez, ahogyan azt eurovíziós slágerében énekelte. Szerelem helyett azonban Gigliola fellépéseket vállalt világszerte, például Japánban. Nagy izgalommal készült vizsgáira, mert abban sem volt biztos, hogy a karrierje miatti gyakori hiányzások következtében tanárai egyáltalán engedik-e levizsgázni. Ezután ismét énekesi pályájára koncentrált.
1966 januárjában a televízióban lépett fel az Io, Gigliola című show-műsorban, január 8. és január 22. között. Az műsorban beszélt életéről, pályafutásáról és persze énekelt is. Ismert slágerei mellett, két új dalt is bemutatott. Az egyik az I Know a Place című sláger olasz nyelvű változata volt, a másik Enzo Jannacci szerzeménye, a Sfiorisci bel fiore. Vendégei olyan hírességek, mint Virna Lisi, Vittorio Gassman, Monica Vitti és Renato Rascel voltak. A tévéműsor után a soron következő Fesztiválra készült, amelyen új arculattal akart fellépni. Úgy gondolta, hogy szakítania kell „a lány, aki túl fiatal a szerelemre” imázzsal. Az arculatváltás eszköze a Dio, come ti amo című dal volt, Domenico Modugno szerzeménye, aki a társelőadó is volt. A verseny nehéznek ígérkezett, a zsűri zömmel fiatalokból állt, akik a hagyományos olasz könnyűzene helyett inkább a modern, divatos stílusokat favorizálták. Az első körben Giglioláék csak negyedikek lettek, de a végső döntőt ők nyerték olyan kollégákat megelőzve, mint Ornella Vanoni, Milva, Pino Donaggio, Adriano Celentano és Iva Zanicchi. Ezek után nagy meglepetést keltett, hogy a soros, Eurovíziós Dalfesztiválon – ahová Modugno vitte a dalt – a Dio, come ti amo utolsó helyezést ért el, 0 ponttal! Modugno csalást emlegetett, de vádjait nem sikerült bizonyítania. A dal nemzetközi népszerűségére jellemző, hogy francia, spanyol, német, sőt japán nyelvű változat is készült belőle. Ráadásként a slágerhez elkészült az azonos című film is (1966), ebben Gigliola főszerepet kapott. A produkció Dél-Amerikában kiugró sikert aratott.

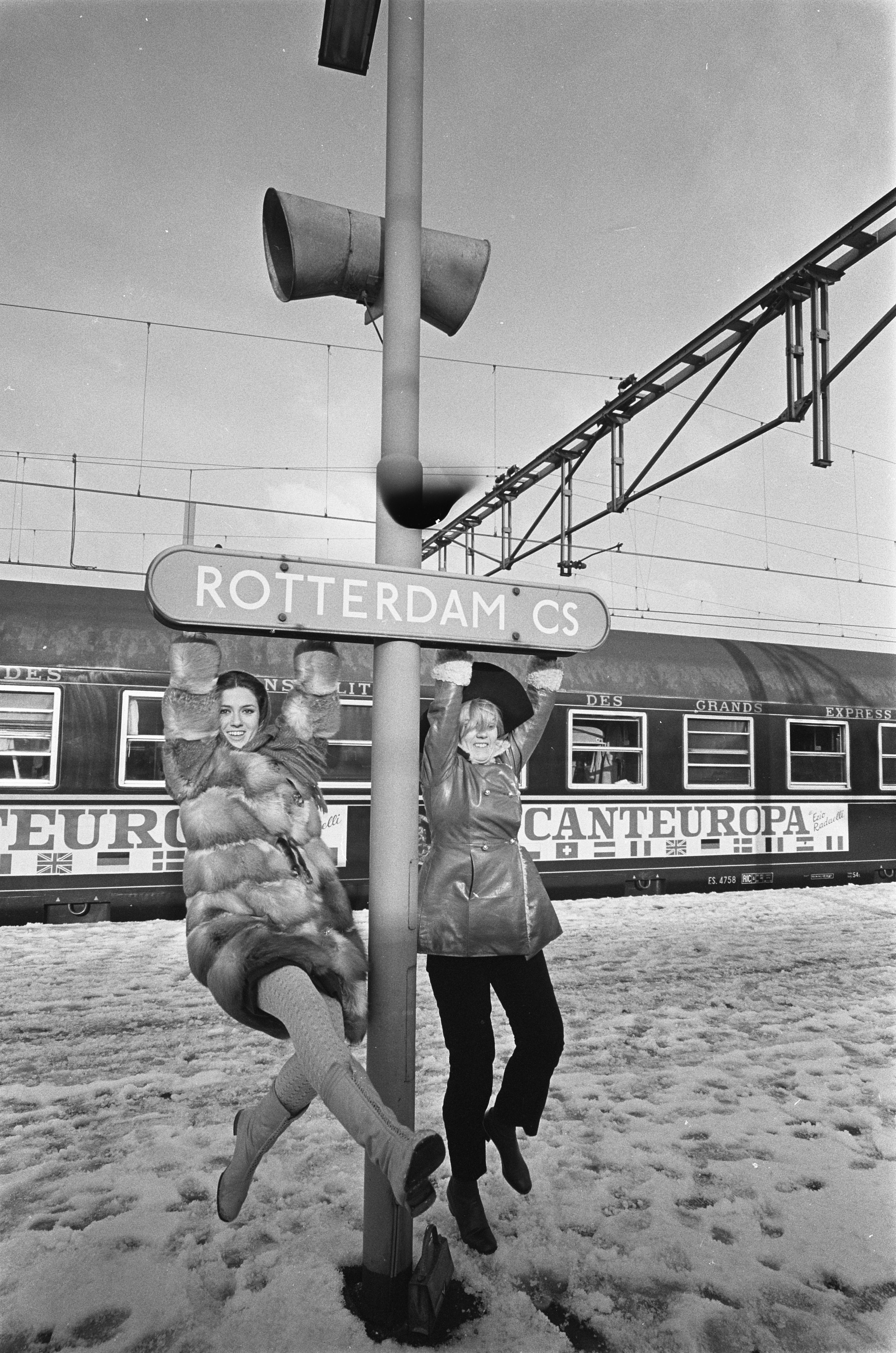
Caterina Casellivel 1967-ben

Cinquetti következő filmje a Testa di rapa (1966) volt. A XIX. századi történetben tanítónőt alakított. Giancarlo Zagni alkotása ellen a cenzúra fellépett, mondván, hogy a mű előnytelen képet fest az (akkori) olasz igazságszolgáltatásról. A Gigliola által énekelt 3 betétdal – a Testa di rapa, a Cinque son le dita és az Hai imparato da me – kislemezen jelent meg. 1967-ben az énekesnő úgy döntött, hogy nem vesz részt a sanremói fesztiválon. Helyette inkább világ körüli turnéra ment, ennek egyik állomása Brazília volt. Hazájában azonban nem feledkeztek meg róla: egy népszerűségi szavazáson a 4. legkedveltebb énekes lett Mina, Gianni Morandi és Rita Pavone után. 1968-ban a Sera című szerzeménnyel indult San Remóban. Noha csak 8. helyezést ért el vele, nagyon jó kritikákat kapott: méltatói szerint valójában ezzel a dallal lépett ki a „naiv, ártatlan fiatal lány” szerepköréből. A korábbi gyakorlatnak megfelelően a külföldi piacra a Sera is többféle  változatban elkészült: franciául, görögül, spanyolul és németül. A tévében az Addio giovinezza című zenés komédiával növelte rajongói táborát. Partnerei: Ornella Vanoni és Nino Castelnuovo. 1969-ben, Paolo Villaggio társaságában egy 13 részes zenés rádióműsorral – La bella e la bestia – aratott újabb sikert. Ugyanebben az évben a dalfesztiválon a La pioggia című dallal szerepelt. Partnere a francia France Gall volt, aki éppen Cinquetti után, 1965-ben nyerte meg az Eurovíziós Dalfesztivált a Poupée de cire, poupée de son című slágerrel. A végső döntőben a La pioggia a 6. lett, ám sikere elképesztő volt: japán, görög, német, francia és spanyol nyelvű változatok készültek belőle. Újabb világ körüli turné következett, állomásai Franciaország, Spanyolország, Kanada, Latin-Amerika és Japán voltak.

### Az 1970-es évek
Az új évtized nem indult jól az énekesnő számára. A sajtó legnagyobb örömére 1970-ben végre bejelentették, hogy Gigliolának jegyese van Vittorio Selmo, 23 éves veronai joghallgató személyében. Az ifjú azonban állítólag nem nézte jó szemmel kedvese énekesnői pályafutását, ezért egy évvel később szakítottak. 1970. május 4-ről 5-re virradó éjszaka Cannes és Antibes között Gigliola autóbalesetet szenvedett, de szerencsére sérülései nem voltak súlyosak. Újabb fesztiválokon vett részt, illetve Gigliola lustrissima circola con la gente címmel új rádióműsort készített. Természetesen tévéfellépésekre is sor került, illetve a szokásos sanremói megmérettetésre, ahol a Romantico blues című dalt énekelte Bobby Solo partnereként. A következő évben ugyanitt Ray Conniffal lépett fel, a Rosa nel buióval. 1972-es fesztiváldalának (Gira l’amore) szövegét a cenzúra miatt meg kellett változtatni. A sláger elkészült francia, spanyol, japán, görög és német nyelven. Különösen a francia verzió lett sikeres: Franciaországban Une vedette et son public címmel külön tévéműsort szenteltek az olasz csillagnak, Párizsban pedig rajongói klubot alapítottak a tiszteletére. Színésznőként az olasz tévében tündökölt: az Il bivio című kétrészes filmet Brigitte Bardot exférje, Roger Vadim filmrendező is látta, aki szerződést ajánlott neki, ám a szemérmes lány elutasította az erotikus töltetű filmjeiről ismert művészt.
Cinquetti 1973-ban a Mistero című dallal vett részt a Fesztiválon, de nem jutott tovább az elődöntőből. Noha ennek ellenére kedvező kritikákat kapott, úgy döntött, a továbbiakban nem vesz részt ezen a rendezvényen. 1978-ban vendégsztárként elfogadta a rendezőség meghívását, magán a versenyen azonban csak 1985-ben indult újra. Az éneklés mellett (sőt kicsit helyette is) ekkoriban mesekönyv-illusztrációkat készített. 1974-ben újra elindult az Eurovíziós Dalfesztiválon, és valószínűleg meg is nyerte volna (második lett), ha nem a svédek nemzetközileg akkor még kevésbé ismert együttese, az ABBA lett volna a fő vetélytársa a Waterloo című szerzeménnyel. A sors iróniája, hogy Gigliola versenydalát éppen hazájában cenzúrázták: a RAI ugyanis úgy ítélte meg, hogy a Sì (Igen) című dal burkolt kampány a következő hónapban esedékes népszavazással kapcsolatban, amelynek témája a válás engedélyezése volt. Éppen ezért a RAI és számos rádióállomás a szavazásig megtagadta a Sì játszását. Az angol nyelvű változat, a Go (Before You Break My Heart) azonban a brit sikerlistán egészen a 8. helyig jutott. 1975. március 30-án elhunyt Gigliola édesapja. Ez nagyon megviselte az énekesnőt, de mivel édesapja mindig is támogatta a pályafutását, úgy döntött, nem vonul vissza.
Az 1970-es évek második felében a hagyományos tánczenei seregszemlék válságba kerültek, és a romantikus olasz popzene számos egykori csillagának népszerűsége jócskán megcsappant. A változások Gigliola karrierjének alakulásán is érződtek; főleg a tévében lépett fel, külföldi meghívásoknak tett eleget, illetve folytatta könyvillusztrátori munkáját. 1979-ben bejelentette, hogy férjhez megy. Kiválasztottja Luciano Teodori újságíró volt. A lagzi nagy médiaérdeklődést keltett, és döntően befolyásolta Cinquetti karrierjét: úgy döntött, a továbbiakban családi életét helyezi előtérbe az éneklés helyett.

### Az 1980-as évek
1980-ban Gigliola teljesen eltűnt a nyilvánosság elől. Októberben, otthon szülte meg első gyermekét, Giovannit. A következő esztendőben a tévében, mint riporter és háziasszony vállalt különféle felkéréseket, az 1960-as évek iránt kialakuló nosztalgia jegyében. Ehhez kapcsolódva kezdték kiadni nagy slágereit, különféle válogatásokon. Cinquetti a siker hatására elvállalt egy olaszországi turnét, egy újabb tévéfellépést és egy új nagylemezt, amely 1982-ben jelent meg Portobello címmel. Ez volt utolsó LP-je a CGD Musicnál, ahol karrierje első két évtizedét töltötte. A nosztalgiahullám az 1980-as évek elején ismét a legnépszerűbbek közé emelte Gigliolát, aki 1984-ben adott életet második fiúgyermekének, Costantinónak. A következő évben ismét elindult a fesztiválon. Versenydala, a Chiamalo amore az első körben még vezetett, a végső összesítésben azonban a harmadik helyre szorult vissza. A tévéállomások egymással versenyezve ajánlottak szerződést számára, ő azonban a rádiót választotta. Az 1980-as évek második felében Gigliola újonnan megszerzett népszerűsége kicsit megcsappant. Ebben szerepet játszott az is, hogy az énekesnő Marco Pannella nehéz anyagi helyzetben lévő Radikális Pártját kezdte támogatni, amiért szülővárosa folyóirata, a L’Aurora hevesen támadta. A vihar később elcsendesült és az énekesnő újra élvezhette a közönség kegyeit, miután a tévében nagy érdeklődés mellett levetítették régi filmjeit. 1988-ban Cinquetti még egyszer indult a Sanremóban, de az addigra elveszítette régi fényét. A sztároknak kijáró ovációval fogadták, szereplésének azonban hazáján kívül már nem volt különösebb visszhangja.

### Az 1990-es évektől napjainkig
1990-ben – 26 év után – ismét Olaszország nyerte az Eurovíziós Dalfesztivált Toto Cutugno Insieme: 1992 című dalával. A verseny szabályai értelmében a következő fesztiválnak ezért Itália adhatott otthont, Cutugno mellé pedig Gigliolát kérték fel a műsor vezetésére. 1991-ben az énekesnő Tuttintorno címmel új albumot készített, amit spanyol nyelven is felvettek. A nagylemezt Cinquetti az Eurovíziós Dalfesztivált követően kezdte népszerűsíteni médiafellépésekkel, illetve a kor igényeinek megfelelően, az Io sono tua című dalhoz forgatott videóklippel. Érdekes módon a klip fekete-fehérben készült, ami ebben a műfajban nem túl gyakori. 1993-ban az énekesnő japán turnén vett részt, ennek anyaga megjelent CD-n is. 1995-ben a Giovane vecchio cuore című dallal ismét részt vett a sanremó dalfesztiválon, amin rajta kívül olyan egykori sztárok is felléptek, mint Gianni Morandi és Massimo Ranieri. Még ugyanabban az évben boltokba került a Giovane vecchio cuore című album is. 1996-ban szülővárosa lapja, a L’Aurora újságírói szerződést ajánlott számára és annak lehetőségét, hogy ezentúl szabadon elmondhatja véleményét a lapban az aktuális közéleti és kulturális témákról. Cinquetti elfogadta az ajánlatot. A következő évben színházban lépett fel mint színésznő egy vidám darabban. Az előadás sikeres lett, több olasz városban bemutatták, és Gigliolának olyan művészek gratuláltak alakításáért, mint Franco Nero és Michele Placido. 1998-ban a RAI meghívta a Donne - Viaggio nella storia delle donne italiane című ötrészes sorozatába, melyben híres olasz nők nyilatkoztak a történelemről a nők szemszögéből, az 1950-es évektől napjainkig. Bár az adás a vártnál szerényebb érdeklődést keltett, Gigliola újabb tévéműsorra kapott felkérést. A Vivendo parlando talk-show hétfőtől péntekig, napi 3 alkalommal volt látható a SAT 2000 csatornán. Összesen 587 adást ért meg, 1500 vendég lépett fel benne. Az énekesnő az utóbbi években elsősorban a tévében látható, hol szórakoztató műsorok vendégeként, hol háziasszonyaként, olykor énekel is, néha meg tévéjátékokban bukkan fel, mint prózai színésznő. Visszautasította a felkérést, hogy fellépjen a Fesztivál 50 éves jubileuma tiszteletére rendezett gálán.
2024-ben, a 74. Sanremói Dalfesztivál vendégeként ismét elénekelte a hatvan évvel korábbi nyertes dalát, a Non ho l'etàt.

## Sanremói fellépései
- 1964 Non ho l’età (per amarti) – társelőadó: Patricia Carli
- 1965 Ho bisogno di vederti – társelőadó: Connie Francis
- 1966 Dio come ti amo – társelőadó: Domenico Modugno
- 1968 Sera – társelőadó: Giuliana Valci
- 1969 La pioggia – társelőadó: France Gall
- 1970 Romantico blues – társelőadó: Bobby Solo
- 1971 Rose nel buio – társelőadó: Ray Conniff
- 1972 Gira l’amore (Caro bebè)
- 1973 Mistero
- 1985 Chiamalo amore
- 1989 Ciao
- 1995 Giovane vecchio cuore

## Ismertebb lemezei

### Kislemezek
- 1963 Penso alle cose perdute / Quando vedo che tutti si amano
- 1964 Non ho l’età / Sei un bravo ragazzo
- 1964 Anema e core / Napoli, fortuna mia
- 1964 Caro come te / Barbablù
- 1964 Con Amore / Luna Nel Blu (Non ho l’eta)
- 1964 Il primo bacio che darò / Non è niente, lasciami stare
- 1964 Je suis a toi / Sei un bravo ragazzo
- 1964 Oh warum / Ich will nicht wissen wer du bist
- 1964 Prima o poi…telefonerai / Quando passo il ponte con te
- 1964 Sui Scalini dell'Arena / Se a Verone Ghe Fusse el Mar
- 1964 Vroeg of Laat / Pepino, Pepino
- 1965 Ho bisogno di vederti / Grazie, amore (San Remo '65)
- 1965 Il primo bacio / Barbablu'
- 1965 Un bel posto / Sfiorisci bel fiore / Mille anni
- 1966 Cinque son le dita / Testa di rapa / Hai imparato da me
- 1966 Dio, come ti amo / Vuoi (San Remo '66)
- 1966 Dommage dommage / L'usignolo
- 1966 Tu non potrai mai più tornare a casa / La bohème
- 1967 La rosa nera / Ho il cuore tenero
- 1967 Piccola città / Millie
- 1967 Una storia d'amore / Quando io sarò partita
- 1968 Giuseppe in Pennsylvania / Come una foglia
- 1968 Quelli eran giorni / Volano le rondini
- 1968 Sera / Se deciderai
- 1969 Il treno dell'amore / Lo specchio
- 1969 L'orage / Vole petite hirondelle
- 1969 La lluvia
- 1969 La pioggia / Zero in amore (San Remo '69)
- 1969 Liverpool / L’aeroplano
- 1970 Romantico blues / T'amo lo stresso (San Remo '70)
- 1971 Rose nel buio / Quando morire era un piacere
- 1972 Gira l’Amore (Caro Bebè) / Fatalità
- 1973 Alle porte del sole / Mr. Chipp
- 1974 Go (Before You Break My Heart)
- 1974 Sì / Il pappagallo verde
- 1975 Bravo / Perdere per perdere
- 1976 Di chi sarò, di chi sarai / Amore aiutami
- 1977 Un momento fa / Lasciarsi d’inverno
- 1978 O que serà / Frutaflor matutina
- 1978 Ma chi l’avrà inventato quest’uomo / Sono un robot
- 1978 Ma chi l’avrà inventato quest’uomo / When you lose what you love
- 1982 Bella questa Italia / Gli sfrattati
- 1985 Chiamalo amore / Telecomando
- 1986 Una Donna Distante
- 1989 Ciao

### EP-k
- 1964 Canta en español
- 1964 Il primo bacio
- 1964 Le mie poesie preferite
- 1964 Non ho l’età (per amarti)
- 1964 Sull’acqua
- 1964 Tout un dimanche loin de toi
- 1965 Ho bisogno di vederti
- 1966 Testa di rapa
- 1967 La Rosa Negra

### Albumok
- 1964 Gigliola Cinquetti
- 1967 La rosa nera
- 1967 Per i piu’ piccini
- 1968 Gigliola Cinquetti e il Trio Los Panchos in Messico
- 1969 Il treno dell’amore
- 1969 L’orage
- 1971 Cantando con gli amici
- 1972 …E io le canto cosi’
- 1972 Su e giù per le montagne
- 1973 Stasera ballo liscio
- 1974 Auf der Strasse der Sonne
- 1974 Bonjour Paris
- 1974 Gigliola Cinquetti in Francia
- 1974 Gigliola Cinquetti in Giappone
- 1974 Go (Before You Break My Heart)
- 1974 L’edera e altre fantasie
- 1974 Un clown sur une église
- 1975 Cinquetti e la banda
- 1975 El Bimbo
- 1976 Ritratto di Gigliola Cinquetti
- 1977 Giro del mondo in dodici canzoni
- 1977 Addio mia bella, addio
- 1978 Pensieri di donna
- 1980 La smortina
- 1982 Portoballo
- 1991 Tuttintorno
- 1995 Giovane vecchio cuore
- 1995 Mi fermerò con te
- 1996 Live in Tokyo

### Válogatások
- 1972 I vari volti di Gigliola Cinquetti
- 1974 Canzone Best Star Best Album
- 1974 The Best of Gigliola Cinquetti
- 1975 Il meglio di Gigliola Cinquetti
- 1976 I grandi successi di Gigliola Cinquetti
- 1983 Non ho l’età
- 1983 Alle porte del sole
- 1989 …E inoltre ciao
- 1995 Luna nel blu… con amore
- 1995 Il meglio di Gigliola Cinquetti (anyaga nem azonos az 1975-ös albuméval)
- 1999 Il meglio
- 1999 Non ho l’età: i grandi successi
- 2000 Gigliola Cinquetti (anyaga nem azonos az 1964-es albuméval)
- 2000 Masterpiece

## Külső hivatkozások
- Lemezei
- Diszkográfia 2
- Videó: Non ho l'età (per amarti)
- Videó: La pioggia
- Videó: Alle porte del sole
- Videó: Rose nel buio